# Reichsleiter
Reichsleiter ("rigsleder") var den næsthøjeste politiske grad inden for NSDAP. En Reichsleiter var underordnet Führer eller dennes stedfortræder rapporterede direkte til ham. Deres opgave omfattede hele riget. De 18 rigsledere dannede den NSDAPs regering, der havde sit hovedkvarter i Det brune hus, München. Nogle rigsledere tilhørte også rigsregering.

## Organisation

### Rigsledere af partiets interne organisation
- Franz Xaver Schwarz, partiets rigsskatmester
- Philipp Bouhler, chef for Führerkansliet
- Martin Bormann, chef for partikansliet
- Walter Buch, ordførende i højeste partidomstolen
- Wilhelm Grimm, vice ordførende i højeste partidomstolen
- Joseph Goebbels, NSDAPs rigspropagandachef
- Max Amann, rigsleder for pressen
- Otto Dietrich, rigspresschef
- Franz von Epp, leder for partiets kolonialpolitiske afdeling
- Walther Darré, Herbert Backe (fra 1943), rigsbondeleder
- Wilhelm Frick, leder for partiets rigsdagsgruppe
- Karl Fiehler, chef for partiets kommunalpolitiske afdeling

### Rigsledere med beføjelser også over for partiet tilknyttede organisationer
- Alfred Rosenberg, chef for partiets undrigspolitiske afdeling og Hitlers repræsentant
- Hans Frank, chef for retafdelingen
- Robert Ley, rigsorganisationschef
- Heinrich Himmler, Reichsführer-SS
- Viktor Lutze, SA:s stabschef
- Baldur von Schirach, Arthur Axmann (1940), rigsungdomsleder